# Allen Jenkins
Allen Curtis Jenkins (Staten Island, 9 de abril de 1900 - Santa Mônica, 20 de julho de 1974) foi um ator e cantor americano que trabalhou no palco, no cinema e na televisão.

## Vida e carreira

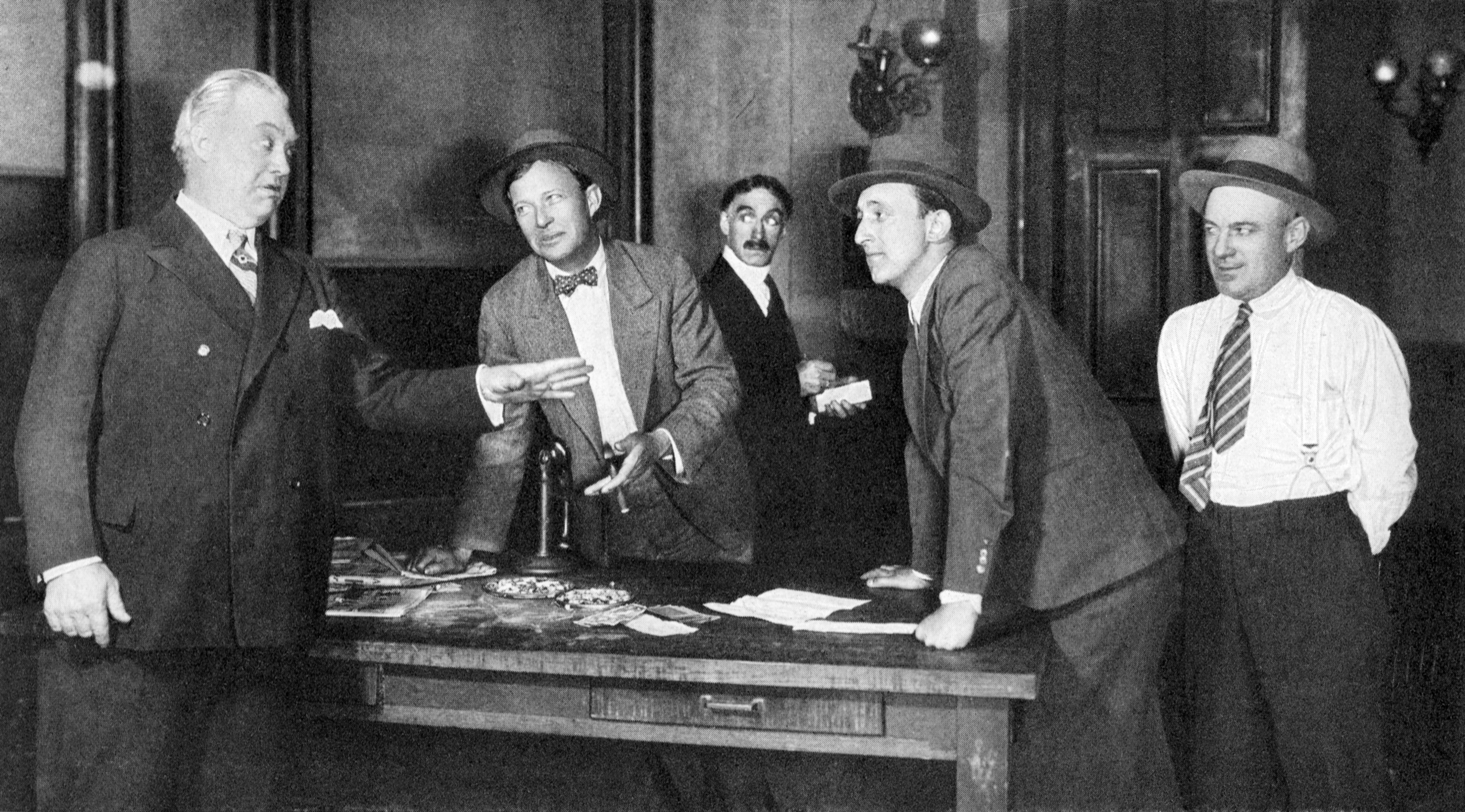
George Barbier, Willard Robertson, Claude Cooper, Allen Jenkins e William Foran na produção original da Broadway de The Front Page (1928)

Jenkins nasceu em Staten Island, Nova York, em 9 de abril de 1900.
Em 1959, Jenkins interpretou o papel do ascensorista Harry na comédia Pillow Talk. Ele era membro da chamada "máfia irlandesa" de Hollywood, um grupo de atores e amigos irlandeses-americanos que incluía Spencer Tracy, James Cagney, Pat O'Brien e Frank McHugh.
Jenkins mais tarde dublou o personagem do policial Charlie Dibble no desenho animado da TV Hanna-Barbera, Top Cat (1961–62). Ele era um regular na sitcom de televisão Hey, Jeannie! (1956-1957), estrelado por Jeannie Carson e muitas vezes interpretou Muggsy na série da CBS dos anos 1950-1970, The Red Skelton Show . Ele também foi ator convidado em muitos outros programas de televisão, como The Man from U.N.C.L.E., Mr. & Mrs. North, I Love Lucy, Playhouse 90, The Tab Hunter Show, The Ernie Kovacs Show, Zane Grey Theater, e Your Show of Shows. Ele teve uma participação especial em It's a Mad, Mad, Mad, Mad World(1963). Onze dias antes de sua morte, ele fez sua última aparição, no final doremake de Billy Wilder de The Front Page (1974); foi lançado postumamente.

## Morte
Jenkins morreu de câncer de pulmão em 20 de julho de 1974, aos 74 anos. Seu corpo foi cremado e as cinzas foram espalhadas no mar.

## Filmografia completa
- Straight and Narrow (1931, Short) é Ex-convict
- The Girl Habit (1931) é Tony Maloney
- Grand Hotel (1932) é Hotel Meat Packer (uncredited)
- Blessed Event (1932) é Frankie Wells
- Rackety Rax (1932) é Mike Dumphy
- Three on a Match (1932) é Dick
- I Am a Fugitive from a Chain Gang (1932) é Barney Sykes
- Lawyer Man (1932) é Izzy Levine
- Employees' Entrance (1933) é Sweeney (uncredited)
- Hard to Handle (1933) é Radio Announcer
- 42nd Street (1933) é Mac Elroy
- Blondie Johnson (1933) é Louie
- The Keyhole (1933) é Hank
- The Mind Reader (1933) é Frank
- Tomorrow at Seven (1933) é Dugan
- Professional Sweetheart (1933) é O'Connor
- The Silk Express (1933) é Robert "Rusty" Griffith
- The Mayor of Hell (1933) é Mike
- Bureau of Missing Persons (1933) é Joe Musik
- 'Tis Spring (1933, curtametragem)
- Havana Widows (1933) é Herman Brody
- The Big Shakedown (1934) é Lefty
- Bedside (1934) é Sam Sparks
- I've Got Your Number (1934) é Johnny
- Jimmy the Gent (1934) é Lou
- Whirlpool (1934) é Mac
- Twenty Million Sweethearts (1934) é Pete
- The Merry Frinks (1934) é Emmett Frinks
- The Case of the Howling Dog (filme) (1934) é Sgt. Halcomb
- Happiness Ahead (1934) é Chuck
- The St. Louis Kid (1934) é Buck
- Sweet Music (1935) é Barney Cowan
- A Night at the Ritz (1935) é Gyp Beagle
- While the Patient Slept (1935) é Jackson
- The Case of the Curious Bride (1935) é Spudsy Drake
- The Irish in Us (1935) é 'Carbarn'
- Page Miss Glory (1935) é Patsy
- I Live for Love (1935) as Mac
- The Case of the Lucky Legs (1935) é Spudsy Drake
- Miss Pacific Fleet (1935) é Bernard "Kewpie" Wiggins
- Broadway Hostess (1935) é Fishcake
- The Singing Kid (1936) é Joe Eddy
- Sins of Man (1936) é Crusty
- Cain and Mabel (1936) é Aloysius K. Reilly
- Three Men on a Horse (1936) é Charlie
- Sing Me a Love Song (1936) é "Chris" Cress
- Ready, Willing, and Able (1937) é J. Van Courtland
- Marked Woman (1937) é Louie
- A Day at Santa Anita (1937 short) é Allen Jenkins (uncredited)
- Ever Since Eve (1937) é Jake Edgall
- The Singing Marine (1937) é Sergeant Mike Kelly
- Dance Charlie Dance (1937) é Alf Morgan
- Marry the Girl (1937) é Spees
- Dead End (1937) é Hunk
- The Perfect Specimen (1937) é Pinky
- Sh! The Octopus (1937) é Dempsey
- Swing Your Lady (1938) é Shiner
- A Slight Case of Murder (1938) é Mike
- Fools for Scandal (1938) é Dewey Gilson
- Gold Diggers in Paris (1938) é Duke "Dukie" Dennis
- Racket Busters (1938) é 'Sheets' Wilson
- The Amazing Dr. Clitterhouse (1938) é Okay
- Hard To Get (1938) é Roscoe
- Heart of the North (1938) é Cpl. Bill Hardsock
- Going Places (1938) é Droopy
- Sweepstakes Winner (1939) é Xerxes "Tip" Bailey
- Naughty but Nice (1939) é Joe Dirk
- Five Came Back (1939) as Pete
- Torchy Blane... Playing with Dynamite (1939) é Lt. Steve McBride
- Destry Rides Again (1939) as Gyp Watson
- Oh Johnny, How You Can Love (1940) é Ed, o "The Weasel"
- Brother Orchid (1940) é Willie "the Knife" Corson
- Margie (1940) é Kenneth
- Meet the Wildcat (1940) as Max Schwydel
- Tin Pan Alley (1940) é Casey
- Footsteps in the Dark (1941) é Wilfred
- Time Out for Rhythm (1941) é Off-Beat Davis
- Dive Bomber (1941) é 'Lucky' James
- The Gay Falcon (1941) é Jonathan "Goldie" Locke
- Go West, Young Lady (1941) é Deputy Hank
- Ball of Fire (1941) é Garbage Man
- A Date with the Falcon (1942) é Jonathan "Goldie" Locke
- Tortilla Flat (1942) é Portagee Joe
- The Falcon Takes Over (1942) é Jonathan "Goldie" Locke
- Maisie Gets Her Man (1942) é "Pappy" Goodring
- They All Kissed the Bride (1942) é Johnny Johnson
- Eyes in the Night (1942) é Marty
- My Wife's an Angel (1943, curtametragem)
- Stage Door Canteen (1943) ele mesmo
- Wonder Man (1945) é Chimp
- Lady on a Train (1945) é Danny
- Meet Me on Broadway (1946) é Deacon Trimble
- The Dark Horse (1946) é Willis Trimble
- Singin' in the Corn (1946) é Glen Cummings
- Easy Come, Easy Go (1947) é Nick
- Fun on a Weekend (1947) é Joe Morgan
- The Hat Box Mystery (1947 short) é "Harvard"
- The Case of the Baby Sitter (1947 short) é Howard "Harvard" Quinlan
- Wild Harvest (1947) é Higgins
- The Senator Was Indiscreet (1947) é Farrell
- The Inside Story (1948) é Eddie
- The Big Wheel (1949) é George
- Bodyhold (1949) é Slats Henry
- Let's Go Navy! (1951) é CPO Mervin Longnecker
- Behave Yourself! (1951) é Plainsclothesman
- Crazy Over Horses (1951) é Weepin' Willie
- Chained for Life (1951) é Hinkley
- Oklahoma Annie (1952) é Bartender Lou
- The WAC from Walla Walla (1952) é Mr. Reddington
- Pillow Talk (1959) é Harry
- It's a Mad, Mad, Mad, Mad World (1963) é Policeman (uncredited)
- For Those Who Think Young (1964) é Cel. Leslie Jenkins
- Robin and the 7 Hoods (1964) é Vermin
- I'd Rather Be Rich (1964) é Fred
- The Spy in the Green Hat (1967) é Enzo "Pretty" Stilletto
- Doctor, You've Got to Be Kidding! (1967) é Joe Bonney
- Getting Away from It All (1972, TV Movie) é Doorman
- The Front Page (1974) é Telegrapher (final film role)

## Televisão (parcial)
- The Abbott and Costello Show - episódio "A casa dos atores", como ator aposentado em casa na rua (1953)
- Wagon Train - episódio "A melhor história de Horace" como Mr. Gillespie (1960)
- Mandachuva - 30 episódios como Officer Charlie Dibble (1961-1962)
- The Real McCoys - episódio "Reunião do Exército" como Skinny Howard (1962)
- The Man from UNCLE - episódios "O caso do sobretudo de concreto: partes 1 e 2" como Enzo "Pretty" Stilletto (1966)
- Batman - episódio "Scat! Darn Catwoman "como Little Al (sem créditos) (1967)
- Enfeitiçado - quatro episódios como vários personagens (1971-1972)